# End of Days
End of Days (bra: Fim dos Dias; prt: Os Dias do Fim) é um filme norte-americano de 1999, dos gêneros terror, drama e ação, escrito por Andrew W. Marlowe, dirigido por Peter Hyams para a Universal Pictures e estrelado por Arnold Schwarzenegger.

## Sinopse
Em Nova York, 1979, nasce uma criança com as marcas apontadas que as escrituras apontam ser do Anticristo, o que deixa o Vaticano bastante preocupado. Vinte anos depois, essa criança (uma menina) é perseguida por Satanás, e só um destemido policial poderá ajudá-la.

## Elenco
- Arnold Schwarzenegger como Jericho Cane
- Gabriel Byrne .... Diabo
- Robin Tunney .... Christine York
- Kevin Pollak .... Bobby Chicago
- CCH Pounder .... detetive Margie Francis
- Derrick O'Connor .... Thomas Aquinas
- Rainer Judd .... mãe de Christine
- Miriam Margolyes .... Mabel
- Udo Kier .... padre
- Luciano Miele .... conselheiro do papa
- Jack Shearer .... Kellogg
- Rod Steiger .... padre Kovak

## Trilha sonora
A trilha sonora tem como destaque a música Oh My God da banda Guns N' Roses e a música Nobody Real da banda Powerman 5000. A sinistra trilha instrumental foi feita pelo músico renomado John Debney.
| N.º | Título                                   | Performers                | Duração |  |
| 1.  | "Camel Song"                             | Korn                      | 4:21    |  |
| 2.  | "So Long"                                | Everlast                  | 5:00    |  |
| 3.  | "Slow"                                   | Professional Murder Music | 3:58    |  |
| 4.  | "Crushed"                                | Limp Bizkit               | 3:24    |  |
| 5.  | "Oh My God"                              | Guns N' Roses             | 3:40    |  |
| 6.  | "Poison"                                 | The Prodigy               | 6:15    |  |
| 7.  | "Superbeast" (Girl On a Motorcycle Mix)  | Rob Zombie                | 3:51    |  |
| 8.  | "Bad Influence"                          | Eminem                    | 3:40    |  |
| 9.  | "Nobody's Real" (Punk Rock & Electronic) | Powerman 5000             | 2:54    |  |
| 10. | "I Wish I Had"                           | Stroke                    | 6:34    |  |
| 11. | "Sugar Kane"                             | Sonic Youth               | 5:58    |  |
| 12. | "Wrong Way"                              | Creed                     | 4:19    |  |

## Recepção

### Crítica
No site agregador de críticas Rotten Tomatoes, 11% das 99 avaliações dos críticos são positivas. O consenso diz que "é um suspense exagerado com cenas de ação formuladas e má atuação."

### Bilheteria
Faturou US$ 66,9 milhões nos Estados Unidos e US$ 211 milhões mundialmente.